# Jakow Grigorjewitsch Gurewitsch

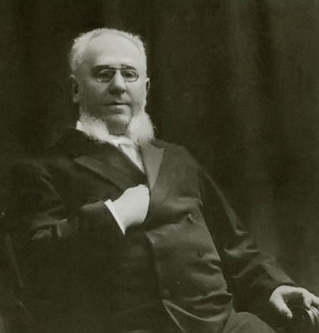
Jakow Grigorjewitsch Gurewitsch

Jakow Grigorjewitsch Gurewitsch (russisch Яков Григорьевич Гуревич; * 1. Januarjul. / 13. Januar 1841greg. in Odessa; † 3. Märzjul. / 16. März 1906greg. in St. Petersburg) war ein russischer Historiker, Pädagoge und Wohltäter.

## Leben
Gurewitsch stammte aus einer jüdischen Familie. Er studierte an der Historisch-Philologischen Fakultät der Universität St. Petersburg mit Abschluss 1868. Darauf unterrichtete er Geschichte und Geographie am Nowgoroder Jungengymnasium (bis 1871). Auch lehrte er bei den Höheren Bestuschewski-Kursen für Frauen.
1893 gründete Gurewitsch in St. Petersburg sein privates Gurewitsch-Gymnasium und Realschule.
Gurewitsch war Mitglied der Kaiserlichen Philanthropischen Gesellschaft (1877–1891).
Gurewitsch war Privatdozent an der Universität St. Petersburg (1885–1889) und las über griechische und römische Geschichte. 1890 gab er die Zeitschrift Die Russische Schule heraus, die bis 1917 erschien.
Gurewitsch war Mitglied der Russischen Literatur-Gesellschaft, Vorsitzender der Kommission zur Hilfe für hungernde Studenten des St. Petersburger Alphabetisierungskomitees, Vorstandsmitglied der Gesellschaft zur Förderung der körperlichen Entwicklung von Kindern, Vorstandsmitglied der St. Petersburger Pädagogischen Gesellschaft für gegenseitige Hilfe, Vorstandsmitglied der Kasse für gegenseitige Hilfe bei der Literatur-Stiftung zur Unterstützung bedürftiger Schriftsteller und Wissenschaftler, Mitglied der Gesellschaft zur Unterstützung von Absolventen der Universität Kiew, Mitglied der Hilfsgesellschaft für notleidende Frauen (Alexander-Asyl), Mitglied der Union für gegenseitige Hilfe russischer Schriftsteller und der Literarisch-Künstlerischen Gesellschaft sowie Freund des Präsidenten der Hilfskasse für Absolventen der Universität St. Petersburg.
Gurewitsch wurde auf dem Nikolskoje-Friedhof des Alexander-Newski-Klosters begraben. Er war verheiratet mit Ljubow Iwanowna geb. Iljina, deren Neffe der Philosoph Iwan Iljin war. Gurewitschs Tochter Ljubow gab den Sewerny Westnik heraus, in dem die russischen Symbolisten ihre Werke veröffentlichten. Gurewitschs Sohn Jakow war Schriftsteller und Pädagoge, während Gurewitschs zweite Tochter Jekaterina Mutter des Literaturwissenschaftlers Irakli Andronikow und des Physikers Elephter Andronikaschwili war.